# Pysslinggräs
Pysslinggräs (Mibora minima) är en gräsart som först beskrevs av Carl von Linné, och fick sitt nu gällande namn av Nicaise Auguste Desvaux. Enligt Catalogue of Life ingår Pysslinggräs i släktet pysslinggrässläktet och familjen gräs, men enligt Dyntaxa är tillhörigheten istället släktet pysslinggrässläktet och familjen gräs. Arten förekommer tillfälligt i Sverige, men reproducerar sig inte. Inga underarter finns listade i Catalogue of Life.

## Bildgalleri

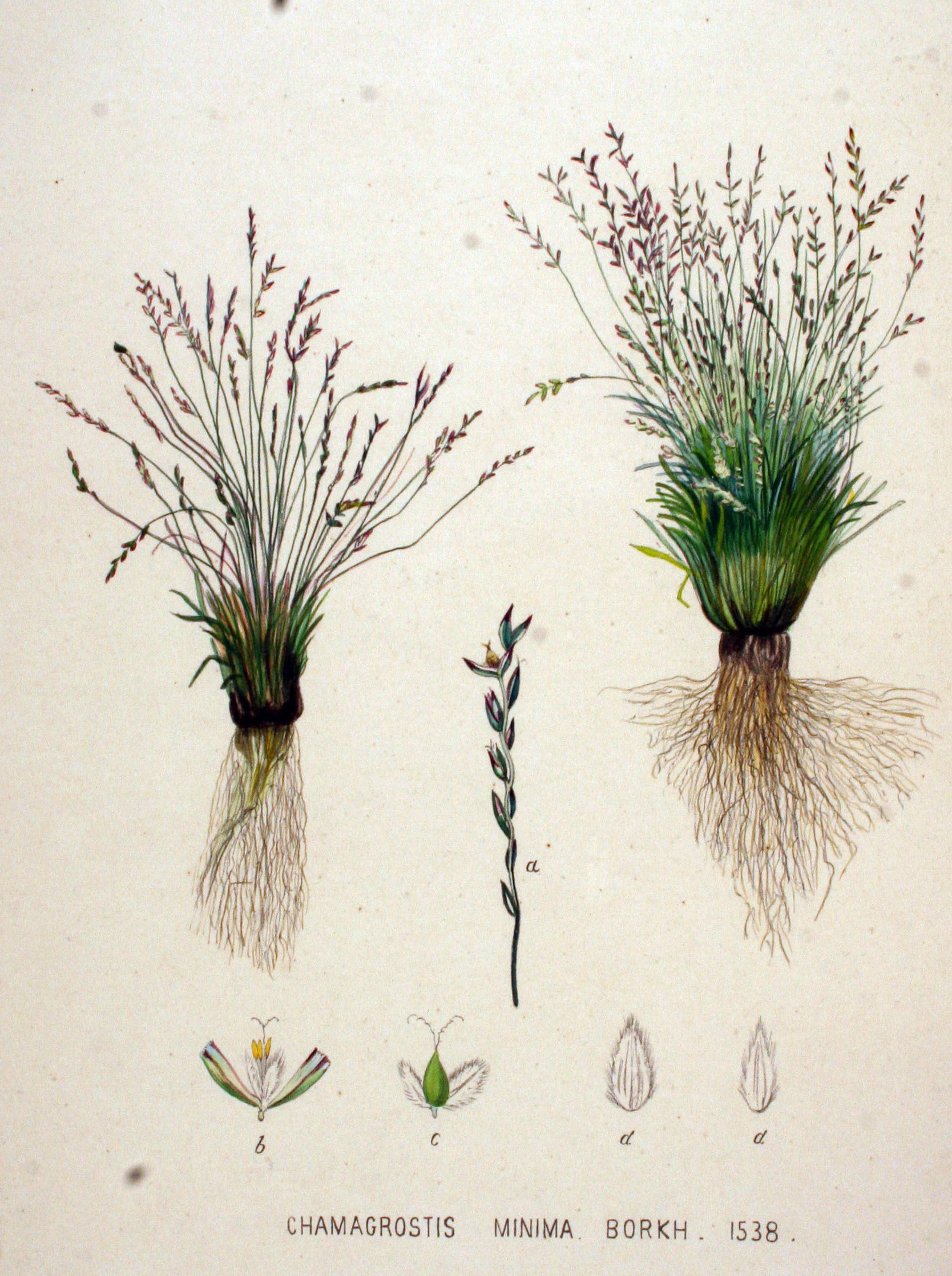
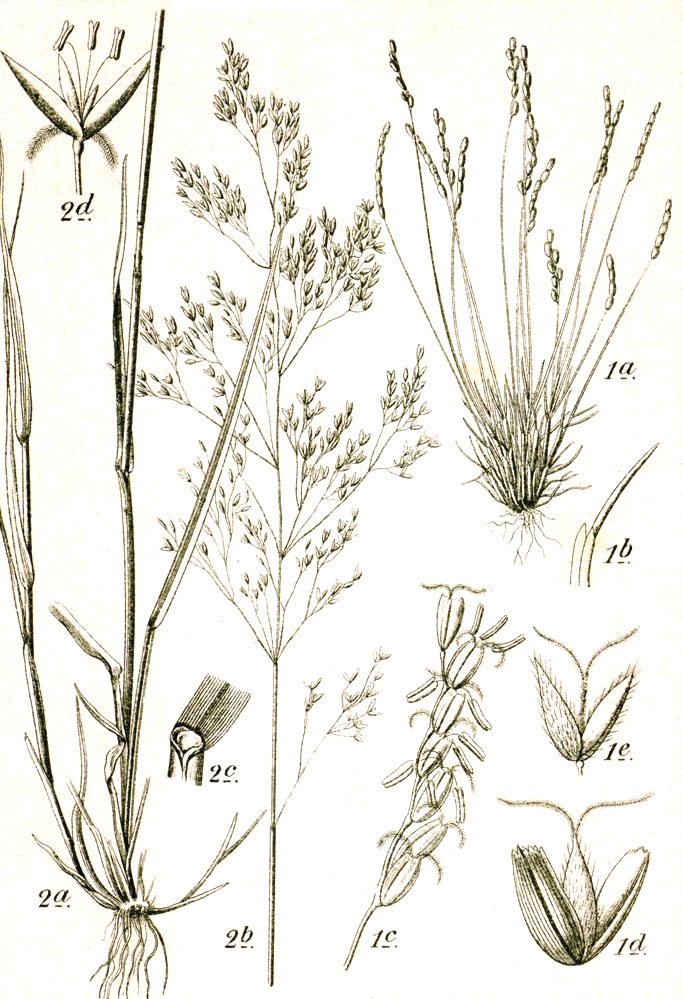